# 下松站 (山口縣)
下松站（日语：／ Kudamatsu eki */?）是位於山口縣下松市，屬於西日本旅客鐵道（JR西日本）山陽本線的車站。為了區別位於大阪府岸和田市阪和線的下松站（讀法為「日语：」），此站乘車票會印上「（陽）下松」。

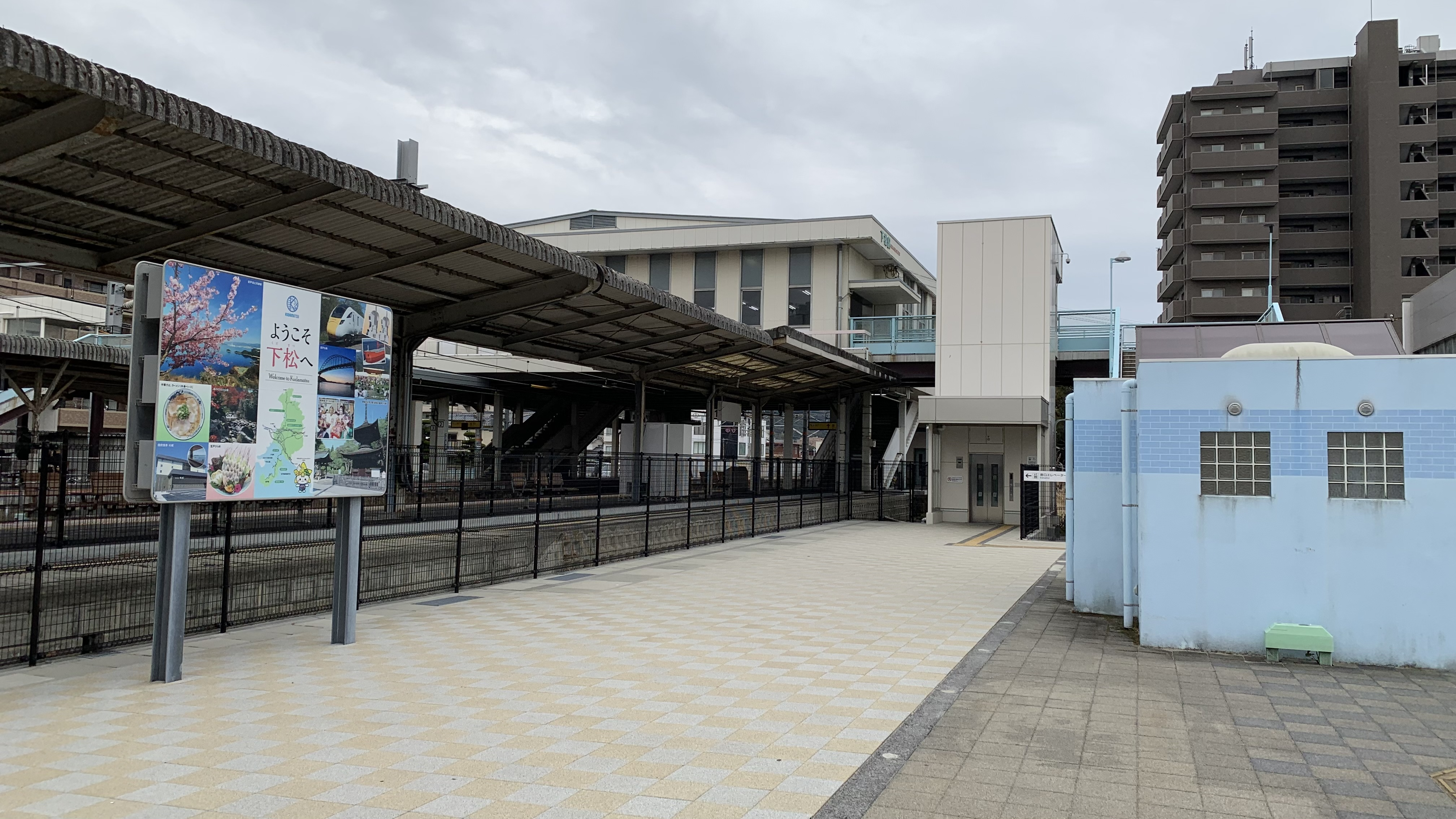
南口(2022年2月)

## 歷史
- 1897年（明治30年）9月25日 - 山陽鐵道 廣島站至德山站之間開業，此站啟用。為旅客、貨運車站。
  - 當時車站位於山口縣都濃郡豐井村（日语：下松町）大字西豐井。
- 1901年（明治34年）3月1日 - 豐井村實施町制，改名為下松町（日语：下松町），車站位於山口縣都濃郡下松町大字西豐井。
- 1906年（明治39年）12月1日 - 山陽鐵道國有化（日语：鉄道国有法），成為官設鐵道車站。
- 1909年（明治42年）10月12日 - 制定路線名稱。成為山陽本線車站。
- 1934年（昭和9年）12月1日 - 現時岩德線，麻里布站（現時為岩國站）至周防高森站至櫛濱站之間全線開通，編入為山陽本線。而本來山陽本線麻里布站至柳井站至櫛濱站之間成為柳井線，此站也同時成為柳井線車站。
- 1939年（昭和14年）11月3日 - 隨著下松市成立，車站位於現時地址。
- 1941年（昭和16年）7月7日 - 新建車站大樓[1]。
- 1944年（昭和19年）10月11日 - 柳井線全線成為雙線鐵路，再次編入為山陽本線。使此站再次成為山陽本線車站。而1934年編入成為山陽本線區間均名為岩德線。
- 1965年（昭和40年） - 現時的跨站式站房落成（為山口縣內首座跨站式站房，在大道站重建前為縣內唯一跨站式站房）。
- 1987年（昭和62年）4月1日 - 伴隨國鐵分割民營化，車站由西日本旅客鐵道（JR西日本）營運。
- 1994年（平成6年）12月3日 - 開始起卸貨櫃貨物。車站北邊設有起卸月台與經改善的貨櫃月台。
- 1996年（平成8年）3月16日 - 除了運送鐵道車輛外不再起卸其他貨物。
- 2005年（平成17年）4月1日 - 車站業務由JR西日本廣島MAINTEC（日语：JR西日本広島メンテック）負責，成為業務委託車站。
- 2012年（平成24年）3月1日 - 進站音樂改由廣島分社共用的進站音樂。
- 2018年（平成30年）
  - 7月6日 - 發生2018年7月西日本豪雨使車站暫停服務。
  - 8月1日 - 此站至德山站之間重開[2]。
  - 9月9日 - 柳井站至此站之間重開[3]。
  - 9月29日 - 受颱風潭美影響，光站至此站之間泥沙流入路軌，使柳井站至此站之間再次停運[4]。
  - 10月13日 - 柳井站至此站之間重開[5][6]。
- 2022年（令和4年）春季（預計） - 此站開始可以使用ICOCA，並預定引入設有閘門的自動閘機（日语：自動改札機）。[7]

## 車站構造
本站為屬於跨站式站房的地面車站，並設有2面3線的混合式月台（單式、島式月台）。下行本線是1號月台（單式月台），上行本線為3號月台，2號月台為上下行共用的待避線（中線）。在1號月台與2號月台曾設有沒有月台的中線，現時已經撤走。

### 月台
| 月台 | 路線      | 上下行 | 方向           | 備註                    |
| ---- | --------- | ------ | -------------- | ----------------------- |
| 1    | ■山陽本線 | 下行   | 德山、防府方向 |                         |
| 2・3 | ■山陽本線 | 上行   | 柳井、岩國方向 | 只有部分列車使用2號月台 |

此站由德山地域鐵道部管理，並由JR西日本廣島MAINTEC負責車站業務，為業務委託車站。車站設有綠色窗口（營業時間為7:00～20:10）和自動售票機。此站不可使用ICOCA，也沒有自動閘機。

## 貨物起卸
此站設有日立製作所笠戶事業所專用線，為甲種運送車輛運送列車的始點站。曾經設有其他專用線，包括東洋鋼鈑下松工場、日本石油精製下松煉油廠（現時為JXTG能源下松事業所）。在還未結束起卸貨物業務廃止前，車站內可看見罐車（潤滑油添加劑）、棚車（錫卷產品）。

## 使用狀況
以下為近年1日平均乘車人次列表：
| 乘車人次變化 | 乘車人次變化    |
| 年度         | 1日平均乘車人次 |
| ------------ | --------------- |
| 1999         | 2,189           |
| 2000         | 2,131           |
| 2001         | 2,135           |
| 2002         | 2,109           |
| 2003         | 2,112           |
| 2004         | 2,079           |
| 2005         | 2,116           |
| 2006         | 2,118           |
| 2007         | 2,159           |
| 2008         | 2,189           |
| 2009         | 2,142           |
| 2010         | 2,190           |
| 2011         | 2,215           |
| 2012         | 2,262           |
| 2013         | 2,295           |
| 2014         | 2,228           |
| 2015         | 2,280           |
| 2016         | 2,284           |
| 2017         | 2,355           |
| 2018         | 2,252           |

## 車站周邊

### 北出口
- 山田電機Teccland The·Mall周南店
- Starpiaa下松（日语：スターピアくだまつ）
- youme Town下松（日语：ゆめタウン下松）
- 下松市立下松小學
- 下松市立下松中學
- 山口縣立下松高等學校（日语：山口県立下松高等学校）
- 山口縣立下松工業高等學校（日语：山口県立下松工業高等学校）
- 下松市政廳
- 下松市消防總部
- 下松市民體育館
- 下松市下松中央公民館
- 下松警署（日语：下松警察署）
- 下松東柳郵局
- 山口銀行下松分店
- 西京銀行（日语：西京銀行）下松分店
- 西京銀行（日语：西京銀行）末武分店
- 東山口信用金庫（日语：東山口信用金庫）下松分店
- 山口縣農業協同組合（日语：山口県農業協同組合）周南統括本部

### 南出口
由國家、縣、市補貼和支援的下松站前市區再開發項目中，在2006年（平成18年）11月2棟再開發大廈「Twin Star」落成。大廈內設有市營站南地區市民交流中心（設有公民館的功能）。同時在項目中，也包括擴寬山口縣道51號下松停車場線，車站前也有進行工程。
- 德山下松港（日语：徳山下松港）
- 日立製作所笠戶事業所（日语：日立製作所笠戸事業所） - 製造鐵路車輛的基地。
- 東洋鋼鈑（日语：東洋鋼鈑）下松工場 - 製造鋼罐（日语：スチール缶）的材料和硬碟電路板。
- JXTG能源下松事業所 - 前新日本石油加工（日语：新日本石油精製）下松事業所，曾經為煉油廠。
- 下松警署（日语：下松警察署）下松站前派出所
- 下松郵局（日语：下松郵便局）
- 下松體育中心
- 下松商工會議所
- 山口銀行下松分店下松站南出張所
- 廣島銀行下松分店
- 山口縣漁業協同組合（日语：山口県漁業協同組合）下松分店

## 巴士路線
防長交通
- 南出口（德山站、柳井站、下松市內方向）
  - 快速巴士：德山站前－櫛濱站前－下松站前－光站前－光市政廳前－室積－江之浦－平生－周東醫院前－柳井站前
  - [5-1]：德山站前－市政廳前－慶萬－遠石八幡－櫛濱站前－下松站前
  - 下松站前－下松健康園前－賽艇場入口－櫛濱站前－綠丘運動公園前－大學前－德山高專正門
  - 下松站前－本浦－國民宿舍前－（笠戶島）深浦
  - 下松站前－下松市政廳前－東光寺－末武大通上－花岡－周南紀念醫院
  - 下松站前－下松市政廳前－中宮－久保市－久保站前－切山上
  - 下松站前－下松市政廳前－中宮－久保市－久保站前－久保團地四丁目
  - 下松站前－下松市政廳前－東光寺－楠町－周南紀念醫院－久保團地四丁目－東陽小學前
  - 下松站前－下松市政廳前－中宮－久保市－久保團地四丁目－久保站前－高水站前－夢廣場熊毛
  - 下松站前－下松市政廳前－東光寺－美里町－周南紀念醫院－花岡站前－華陵高校－溫見－大藤谷－八代－魚切

- 北出口（德山站、戶田站方向）
  - [0-1]：戶田站前－（繞道）－職安前 -〔德高前－市政廳前－德山站前－市政廳前－德高前〕－動物園文化會館入口－周陽町中央醫院入口－（繞道）－末武大通上－東光寺－下松市政廳前－下松站北出口
    - 部分班次不經〔〕班次

  - [0-2]：戶田站前－福川站前－新南陽站通－川崎－市政廳前－德山站前（部分班次途經）－市政廳前－慶萬－商工前－周陽町中央醫院入口－（繞道）－花岡－楠町－東光寺－下松市政廳前－下松站北出口
  - [3-8]：德山站前－二番町－高尾團地－秋月新市鎮下－中央醫院前－久米溫泉口－末武大通上－東光寺－下松市政廳前－下松站北出口
  - [4-5]：德山站前－市政廳前－慶萬－遠石八幡－櫻木－（中央線）－末武－東光寺－下松市政廳前－下松站北出口
  - [6-13]：德山站前－市政廳前－德高前－周陽町中央醫院入口－（繞道）－末武大通上－東光寺－下松市政廳前－下松站北出口
  - 周南紀念醫院－花岡－末武大通上－東光寺－下松市政廳前－下松站北出口－旗岡中心

中國JR巴士
- 下松站－光站－室積－公園口 ※班次較少（大部分只行走於光站至公園口之間）

## 注腳
1. ↑  《写真集　明治大正昭和　下松》(1985年5月，圖書刊行會)P.22
2. ↑  . マイナビニュース. 2018-07-19  [2020-03-29]. （原始内容存档于2018-07-31）.
3. ↑  . 產經WEST. 2018-08-22  [2020-03-29]. （原始内容存档于2018-09-08）.
4. ↑  . 朝日新聞Digital. 2018-09-30  [2020-03-29]. （原始内容存档于2018-09-30）.
5. ↑  . 乘車新聞. 2018-10-10  [2018-10-13]. （原始内容存档于2018-10-10）.
6. ↑  . Respond. 2018-10-10  [2018-10-13]. （原始内容存档于2018-10-11）.
7. ↑  .   [2020-03-29]. （原始内容存档于2020-04-23）.
8. ↑  山口縣統計年鑑

## 相鄰車站
西日本旅客鐵道
■山陽本線
光－下松－櫛濱

## 外部連結
- 下松｜車站資訊：JR出門網 - 西日本旅客鐵道